# 이영진 (1972년)
이영진(1972년 3월 27일 ~ )은 대한민국의 전 축구 선수이자 현 축구 코치이다.

## 클럽 경력
1994년 전성기를 맞은 일화 천마에 입단하였다. 쟁쟁한 선수들이 많아 자주 출장하진 못하였으나, 구단의 영광과 부진을 함께 했다. 성남으로 이전한 다음에는 두 번째 3연패에 기여하였다.
2004년 시즌 종료 후 은퇴하여 학교 지도자를 맡았으며, 2007년 용인 팀에 선수로 들어가 2년을 뛴 끝에 완전히 은퇴한다.

## 지도자 경력
2006년 원삼중학교 코치로 시작해 이듬해 감독을 맡았다. 이후 용인시민축구단에서 뛰면서 백암고등학교 감독직을 수행.
선수에서 완전히 은퇴한 다음 친정팀으로 돌아와 2010년 아시아챔피언스리그 우승과 2011년 대한축구협회컵 우승을 함께 했으며, 잠깐 FC 서울의 수석코치를 맡았다가 2014년 다시 모구단으로 복귀하여 코치-수석코치-감독대행을 거쳐 김학범 감독체제의 수석코치로 뛰고 있다. 2014년 친정의 2번째 FA컵을 쥐었으며 이듬해에는 상위 스플릿에 올리는 데 일조했다.